# STANCE PUNKS (アルバム)
STANCE PUNKS(スタンス・パンクス)は、STANCE PUNKSの1stアルバム。2002年8月20日発売。(アナログ再発では、2002年12月20日)

## 特徴
- オリコンチャート初登場12位、オリコンインディーズチャート6週連続1位

## 収録曲
1. すべての若きクソ野郎
作詞・作曲：TSURU
2. 夢追狂の詩
作詞・作曲：TSURU
3. 手紙〜放浪遊戯
作詞・作曲：川崎テツシ
4. クソッタレ解放区〜クソッタレ2 
作詞・作曲：TSURU
2002年4月に発売された1stシングル。
5. 失われた世界
作詞・作曲：TSURU
6. 少年爆発
作詞・作曲：TSURU
7. 八月の嘘
作詞・作曲：川崎テツシ
8. ロクデナシの空に
作詞・作曲：TSURU
9. 戦風の中に立つ
作詞・作曲：川崎テツシ
10. 真夜中少年突撃団
作詞・作曲：TSURU
11. 火の玉宣言
作詞：TSURU　作曲：STANCE PUNKS